# Ф'є (Во)
Ф'є (фр. Fiez) — громада  в Швейцарії в кантоні Во, округ Юра-Нор-Водуа.

## Географія
Громада розташована на відстані близько 65 км на захід від Берна, 33 км на північ від Лозанни.
Ф'є має площу 6,8 км², з яких на 2,9% дозволяється будівництво (житлове та будівництво доріг), 62,1% використовуються в сільськогосподарських цілях, 34,7% зайнято лісами, 0,3% не є продуктивними (річки, льодовики або гори).

## Демографія
2019 року в громаді мешкало 445 осіб (+9,9% порівняно з 2010 роком), іноземців було 8,1%. Густота населення становила 65 осіб/км².
За віковим діапазоном населення розподілялося таким чином: 27,6% — особи молодші 20 років, 57,5% — особи у віці 20—64 років, 14,8% — особи у віці 65 років та старші. Було 175 помешкань (у середньому 2,5 особи в помешканні).
Із загальної кількості 58 працюючих 15 було зайнятих в первинному секторі, 9 — в обробній промисловості, 34 — в галузі послуг.